# Kraftfahrzeugsteuer (Deutschland)
Die deutsche Kraftfahrzeugsteuer (Abkürzung: KraftSt) ist in der Finanzwissenschaft und in der Steuerlehre eine Bundessteuer (Art. 106 Abs. 1 Nr. 3 GG) und eine Realverkehrsteuer. Sie war bis zum 30. Juni 2009 eine Ländersteuer.
Seit dem 1. Juli 2014 ist die Bundesfinanzverwaltung (Zollverwaltung) für die Erhebung der Kraftfahrzeugsteuer zuständig. Bis zum 30. Juni 2014 wurde sie vom Bundesministerium der Finanzen verwaltet, welches sich der Landesfinanzbehörden im Wege der Organleihe bei der Verwaltung der Kraftfahrzeugsteuer bediente.
Ein Fahrzeughalter muss die Kraftfahrzeugsteuer bezahlen für (§ 1 KraftStG):
- das Halten von inländischen Fahrzeugen;
- das Halten von ausländischen Fahrzeugen, solange diese sich im Inland befinden;
- die widerrechtliche Benutzung von Fahrzeugen;
- die Zuteilung von Oldtimer-Kennzeichen und von roten Kennzeichen, die von einer Zulassungsbehörde zur wiederkehrenden Verwendung ausgegeben werden.
- ausgenommen sind Kurzzeit-Kennzeichen für Prüfungsfahrten.

Unter den Begriff Fahrzeug fallen alle nicht permanent schienengeführten Kraftfahrzeuge und Kraftfahrzeuganhänger (§ 2 Abs. 1 KraftStG). Inländisch ist ein Fahrzeug, wenn es unter die im Inland maßgebenden Vorschriften über das Zulassungsverfahren fällt, ausländisch dagegen, wenn es im Zulassungsverfahren eines anderen Staates zugelassen ist (§ 2 Abs. 5 KraftStG). Eine „widerrechtliche Benutzung“ ist die Benutzung eines Fahrzeugs auf öffentlichen Straßen ohne die vorgeschriebene Zulassung.

## Bemessung
Die Steuer bemisst sich auf ein volles Jahr nach § 8 KraftStG wie folgt:
- Krafträder und Personenkraftwagen: Nach dem Hubraum, soweit diese Fahrzeuge durch Hubkolbenmotoren angetrieben werden, bei Pkw zusätzlich nach spezifischen Schadstoffemissionen und Kohlenstoffdioxidemissionen je gefahrenem Kilometer;
- Wohnmobile: Nach der verkehrsrechtlich zulässigen Gesamtmasse unter Bezug auf die Schadstoffemission;
- Andere Fahrzeuge, mit Wankelmotor oder Elektromotor, Anhänger, Lastkraftwagen, Zugmaschinen u. ä.: Nach dem zulässigen Gesamtgewicht, bei Kfz mit einer zulässigen Gesamtmasse über 3500 kg zusätzlich nach Schadstoff- und Geräuschemissionen.

Bei allen Kraftfahrzeugen mit Verbrennungsmotor sind für die Beurteilung der Schadstoff- und der Kohlenstoffdioxidemissionen als „schadstoffarm“ oder für andere Besteuerungsgrundlagen technischer Art die Feststellungen der Zulassungsbehörden (Straßenverkehrsamt) verbindlich. Diese entscheiden auch über die Einstufung eines Fahrzeugs in Emissionsklassen.
Die so festgestellte Fahrzeugart ist nach der Rechtsprechung des Bundesfinanzhofs (BFH) jedoch für die Finanzverwaltung steuerrechtlich nicht bindend. Diese kann (z. B. in Zweifelsfällen) die Fahrzeuge selbst noch einmal prüfen. So werden z. B. Trikes und Quads nicht als Motorrad oder Zugmaschine, sondern stets wie ein PKW besteuert.

## Pkw und Motorräder
Bei Pkw und Motorrädern ist die Kfz-Steuer abhängig vom Hubraum des Motors. Ursprünglich sollte die Höchstleistung besteuert werden; weil man diese bei der Einführung der Kfz-Steuer noch nicht zuverlässig messen konnte, wurde sie mit komplizierten, für Zweitakt- und Viertakt-Motoren unterschiedlichen Formeln aus dem Hubraum errechnet: „Steuer-PS“. Des Weiteren wird unterschieden zwischen der Art des Motors (Dieselmotor oder Ottomotor) und der Schadstoffklasse.
Der konstruktionstechnische Hubraum kann geringfügig von dem steuerrelevanten Wert abweichen, weil hierfür besondere steuerliche Rundungsregeln gelten.

### Motorräder
Motorräder werden mit 1,84 Euro je angefangene 25 cm³ Hubraum besteuert.
Leichtkrafträder mit nicht mehr als 11 kW und nicht mehr als 125 cm³ sind von der Besteuerung befreit.
Eine Steuerbemessung nach den Abgasemissionen – wie für Pkw und für Nutzfahrzeuge über 3500 kg zulässigem Gesamtgewicht – gilt derzeit nicht. Der Steuersatz ist seit 1955 unverändert geblieben. Für neu in den Verkehr kommende Motorräder ist das Emissionsverhalten inzwischen in der Zulassungsbescheinigung Teil I ausgewiesen. Die Systematik und die jeweilige Schlüsselnummer sind mit denen für Pkw jedoch nicht vergleichbar. Das Emissionsverhalten wird von den Verkehrsbehörden verbindlich festgestellt. Zur Ausgestaltung und dem Einführungszeitpunkt einer emissionsbezogenen, gestaffelten Kraftfahrzeugsteuer für Motorräder wurde noch keine Entscheidung getroffen.

### Personenkraftwagen
Es wird das Ziel angestrebt, höheren Schadstoffausstoß mit einer höheren Steuer zu belegen bzw. schadstoffarme Fahrzeuge steuerlich zu entlasten.
Deswegen fließen in die Berechnung neben dem Hubraum auch die Abgasnorm und der Kohlenstoffdioxidausstoß ein. Es gelten folgende Jahressteuersätze:
| Schadstoffklasse                                   | Motor  | Steuersatz (je 100 cm³ Hubraum) bei Erstzulassung bis 30. Juni 2009 | Steuersatz (je 100 cm³ Hubraum) bei Erstzulassung bis 30. Juni 2009 | Steuersatz (je 100 cm³ Hubraum) bei Erstzulassung bis 30. Juni 2009 | Steuersatz (je 100 cm³ Hubraum) bei Erstzulassung bis 30. Juni 2009 | Steuersatz (je 100 cm³ Hubraum) bei Erstzulassung bis 30. Juni 2009 | Steuersatz bei Erstzulassung ab 1. Juli 2009                                                              | Freigrenze bis zu der der CO2-Ausstoß unberücksichtigt bleibt (Datum der Erstzulassung)                              | Bemerkungen                                                                                                |
|                                                    |        | bis 30.6.1997                                                       | 1.7.1997 – 31.12.2000                                               | 1.1.2000 – 31.12.2003                                               | 1.1.2004 – 31.12.2004                                               | ab 1.1.2005                                                         | | | |
| -------------------------------------------------- | ------ | ------------------------------------------------------------------- | ------------------------------------------------------------------- | ------------------------------------------------------------------- | ------------------------------------------------------------------- | ------------------------------------------------------------------- | --- | --- | --- |
| Euro 4                                             | Otto   |                                                                     |                                                                     | 05,11 €                                                             | 06,75 €                                                             | 06,75 €                                                             | | | |
| Euro 4                                             | Diesel |                                                                     |                                                                     | 13,80 €                                                             | 15,44 €                                                             | 15,44 €                                                             | | | |
| Euro 3 D3 und besser                               | Otto   | 13,20 DM (6,75 €)                                                   | 10,00 DM (5,11 €)                                                   | 05,11 €                                                             | 05,11 €                                                             | 06,75 €                                                             | 2,00 € je 100 cm³ + CO2-Zuschlag (2,00 € je g/km oberhalb der Freigrenze) Ab 2021 gestaffelte CO2-Beträge | 1. Juli 2009 – 31. Dezember 2011: 120 g/km 1. Januar 2012 – 31. Dezember 2013: 110 g/km seit 1. Januar 2014: 95 g/km | |
| Euro 3 D3 und besser                               | Diesel | 37,10 DM                                                            | 27,00 DM (13,80 €)                                                  | 13,80 €                                                             | 15,44 €                                                             | 15,44 €                                                             | 9,50 € je 100 cm³ + CO2-Zuschlag (2,00 € je g/km oberhalb der Freigrenze) Ab 2021 gestaffelte CO2-Beträge | 1. Juli 2009 – 31. Dezember 2011: 120 g/km 1. Januar 2012 – 31. Dezember 2013: 110 g/km seit 1. Januar 2014: 95 g/km | Zuschlag von 1,20 € pro 100 cm³ für Fahrzeuge ohne Rußfilter der Stufe PM5 (1. April 2007 – 31. März 2011) |
| Euro 2                                             | Otto   | 13,20 DM                                                            |                                                                     | 06,14 €                                                             | 07,36 €                                                             | 07,36 €                                                             | | | |
| Euro 2                                             | Diesel |                                                                     |                                                                     | 14,83 €                                                             | 16,05 €                                                             | 16,05 €                                                             | | | seit 1. April 2007                                                                                         |
| Euro 1                                             | Otto   | 13,20 DM                                                            | 13,20 DM                                                            | 10,84 €                                                             |                                                                     | 15,13 €                                                             | | | seit 1. Januar 2005                                                                                        |
| Euro 1                                             | Diesel | 37,10 DM                                                            |                                                                     | 23,06 €                                                             | 23,06 €                                                             | 27,35 €                                                             | | | seit 1. April 2007                                                                                         |
| nicht schadstoffarm (Fahren bei Ozonalarm erlaubt) | Otto   | 21,60 DM                                                            | 21,60 DM                                                            |                                                                     |                                                                     | 21,07 €                                                             | | | seit 1. Januar 2005                                                                                        |
| nicht schadstoffarm (Fahren bei Ozonalarm erlaubt) | Diesel | 45,50 DM                                                            | 45,50 DM                                                            |                                                                     |                                                                     | 33,29 €                                                             | | | seit 1. Januar 2005                                                                                        |
| schadstoffarm (Fahren bei Ozonalarm nicht erlaubt) | Otto   | 13,20 DM                                                            | 33,20 DM (16,98 €)                                                  | 21,07 €                                                             | 25,36 €                                                             | 25,36 €                                                             | | | seit 1. Januar 2005                                                                                        |
| schadstoffarm (Fahren bei Ozonalarm nicht erlaubt) | Diesel | 37,10 DM                                                            | 57,10 DM (29,20 €)                                                  | 25,36 €                                                             | 33,29 €                                                             | 37,58 €                                                             | | | seit 1. Januar 2005                                                                                        |
| übrige                                             | Otto   | 18,80 DM / 21,60 DM                                                 |                                                                     |                                                                     |                                                                     | 25,36 €                                                             | | | |
| übrige                                             | Diesel | 42,70 DM / 45,50 DM                                                 | 72,50 DM (37,58 €)                                                  | 37,58 €                                                             | 37,58 €                                                             | 37,58 €                                                             | | | |

Fahrzeuge mit erster Zulassung zwischen 5. November 2008 und 30. Juni 2009 wurden für zwölf Monate von der Steuer befreit.
Erfüllte ein Fahrzeug bei Erstzulassung nach dem 1. Januar 2009 die Schadstoffklasse Euro 5 oder besser, wurde dieses für (weitere) 12 Monate steuerbefreit, längstens jedoch bis zum 31. Dezember 2010. Alle Fahrzeuge, die zwischen dem 5. November 2008 und 30. Juni 2009 erstmals zugelassen wurden, werden nach der Steuerbefreiung mit der geringeren Kfz-Steuer (meist der neuen Kfz-Steuer) besteuert. Pkw mit Erstzulassung bis zum 4. November 2008 werden bis zum 31. Dezember 2012 wie bisher besteuert. Ab 2013 sollen diese Fahrzeuge dann in die Neuregelung einbezogen werden.
https://www.adac.de/news/kfz-steuer-hoeher/
Ab dem 1. Januar 2021 gilt: Je höher dieser CO₂-Wert, desto höher der Steuersatz. Insgesamt gibt es künftig sechs Stufen, der Steuersatz reicht von zwei bis vier Euro pro ausgestoßenem Gramm CO₂ je Kilometer:
| CO₂-Ausstoß                   | Steuer pro g CO₂/km (ab 95 g) |
| ----------------------------- | ----------------------------- |
| über 95 g/km bis zu 115 g/km  | 2 Euro                        |
| über 115 g/km bis zu 135 g/km | 2,20 Euro                     |
| über 135 g/km bis zu 155 g/km | 2,50 Euro                     |
| über 155 g/km bis zu 175 g/km | 2,90 Euro                     |
| über 175 g/km bis zu 195 g/km | 3,40 Euro                     |
| über 195 g/km                 | 4 Euro                        |

Dieselfahrzeuge mit Schadstoffklasse Euro 6 erhielten von 2011 bis 2013 eine Steuerbefreiung von 150 Euro pro Jahr.
Personenkraftwagen mit Wankelmotor (Drehkolbenmotor) werden bei Erstzulassung bis 30. Juni 2009 nach zulässiger Gesamtmasse besteuert, bei Erstzulassung ab 1. Juli 2009 nach Kammervolumen, CO2-Ausstoß und Emissionsgruppe.

### Schlüsselnummer
Bei vor dem 1. Oktober 2005 ausgestellten Fahrzeugpapieren konnte man bei Pkw die Steuerklasse  aus den letzten beiden Ziffern (= Schadstoffschlüssel) des 6-stelligen Eintrags unter Fahrzeug- und Aufbauart (Ziffer 1) im Fahrzeugschein oder Fahrzeugbrief ablesen. 
Für danach ausgestellte Papiere ist der entsprechende Wert im Schlüsselcode für die Emissionsklasse (Ziffer 14.1) und dem Klartext für die Nationale Emissionsklasse (Ziffer 14) in der Zulassungsbescheinigung Teil 1 angegeben.

### Rußpartikelfilter
Art. 1 des Vierten Gesetzes zur Änderung des Kraftfahrzeugsteuergesetzes vom 24. März 2007 sieht in § 9a Abs. 1 KraftStG vor, dass die Steuersätze in der Zeit vom 1. April 2007 bis 31. März 2011 nur für Personenkraftwagen mit Dieselmotor und ohne Partikelminderungssystem (Partikelfilter) um 1,20 Euro je angefangene 100 cm³ Hubraum anzuheben sind (sogenannte Malus-Regelung). Für den Besitzer eines Diesel-Pkw mit 2000 cm³ Hubraum bedeutet das eine Mehrbelastung von insgesamt 24 Euro pro Jahr.
Diesel-Neuwagen ohne Partikelfilter mit Zulassungsdatum 1. Januar 2007 oder später werden ebenfalls mit dem Steueraufschlag belegt, es sei denn, sie halten den zukünftigen Euro-5-Grenzwert für die Rußpartikelmasse von 0,005 g/km ein.
Gleichzeitig wurde die Nachrüstung mit einem Partikelminderungssystem in der Zeit vom 1. Januar 2006 bis 31. Dezember 2009 für Personenkraftwagen mit Dieselmotor durch eine befristete Steuerbefreiung in Höhe von 330 Euro gefördert, wenn die Erstzulassung dieser Fahrzeuge vor dem 1. Januar 2007 lag. Die der Höhe nach befristete Steuerbefreiung beginnt am Tag der Nachrüstung, frühestens jedoch am 1. April 2007 und endet, wenn die Befreiung einen Wert von 330 Euro erreicht hat (§ 3c Abs. 1 KraftStG alter Fassung). Ein Fahrzeug gilt als nachgerüstet, wenn es nach der ersten Anmeldung zum Verkehr auf öffentlichen Straßen mit einem Partikelminderungssystem ausgerüstet ist.
Zuständig für die Frage, ob ein Fahrzeug besonders partikelreduziert ist, ist nur die Zulassungsbehörde. Sie entscheidet nach der Anlage XXVI zu § 47 Abs. 3a StVZO und bescheinigt die Feststellung der PM-Stufen 1–5 in der Zulassungsbescheinigung Teil I unter „Bemerkungen“. Diese Feststellungen werden gleichzeitig an die Finanzbehörden im Datentausch übermittelt. Von dort erhält der Fahrzeughalter dann einen entsprechenden Anpassungsbescheid.

### Möglichkeiten zur Steuersenkung
Am Markt gibt es Nachrüstmöglichkeiten, um bei älteren Fahrzeugen eine Einstufung in eine bessere Schadstoffklasse zu erreichen. Die Umrüstung wird vor allem bei Fahrzeugen der Euro-1-Norm vorgenommen, um die Euro-2- oder D3-Norm zu erreichen. Damit ist eine teils deutliche Ersparnis bei der Kfz-Steuer verbunden. Als besonders preiswerte Lösung hat sich beim Ottomotor der Kaltlaufregler erwiesen. Auch ein Austausch eines vorhandenen alten geregelten Katalysators gegen einen neuwertigen KAT kann die steuerliche Anerkennung sehr verbessern und sich daher lohnen. Bei Dieselfahrzeugen kommen prinzipbedingt nur Upgrade- beziehungsweise Austausch-Katalysatoren zum Einsatz. Im Fahrzeugschein wird nach erfolgreicher Umrüstung die neue Schadstoffschlüsselnummer eingetragen. Bei vielen Fahrzeugen (insbesondere Dieselfahrzeugen) kann sich ein Katalysatorwechsel trotz des hohen Anschaffungspreises lohnen, da sich die Investition durch die Steuerersparnis schnell amortisiert. Ein positiver Nebeneffekt ist der höhere Wiederverkaufswert des Fahrzeuges und natürlich die Verbesserung der Umweltfreundlichkeit.

## Wohnmobile
Mit Änderung des Kraftfahrzeugsteuergesetzes vom Ende 2006 wurde unter anderem die Besteuerung für Wohnmobile neu geregelt. So ist der Begriff „Wohnmobil“ gesetzlich definiert worden (§ 2 Abs. 2b KraftStG alter Fassung). Diese Begriffsbestimmung ist 2012 wieder entfallen.
Ein Kraftfahrzeug ist dann ein Wohnmobil, wenn es eindeutig zu Wohnzwecken dienen kann. Die Mindestausstattung, die nach den Vorgaben des TÜV zur verkehrsrechtlichen Anerkennung führt, ist: Sitzgelegenheit mit Tisch; Schlafplätze, auch umgeklappte Sitze; Kücheneinrichtung mit Spüle und Kochstelle sowie Schrank oder Stauraum. Die Einrichtungen müssen mit Ausnahme des Tisches fest eingebaut sein, das heißt nur mit Werkzeug lösbar. Der Wohnteil muss den überwiegenden Teil des Fahrzeugs einnehmen und es muss ein gewisser „Mindestlebensraum“ vorhanden sein. Eine Stehhöhe von mindestens 170 cm an der Kochstelle und an der Spüle ist seit 2012 nicht mehr nötig.
Der Umbau eines Fahrzeugs zum Wohnmobil wird nach Begutachtung durch einen anerkannten Sachverständigen und Anpassung des Fahrzeugscheins durch das Straßenverkehrsamt steuerlich wirksam.
Gemäß KraftStG bildet für alle Wohnmobile nun die zulässige Gesamtmasse unter Berücksichtigung der Schadstoffemission die Bemessungsgrundlage der Kfz-Steuer. Hierfür wurde ein besonderer Steuertarif eingeführt.

## Elektrofahrzeuge
Elektrofahrzeuge sind bei einer Erstzulassung ab dem 18. Mai 2011 bis zum 31. Dezember 2025 für zehn Jahre nach der ersten Zulassung steuerbefreit (längstens jedoch bis 31. Dezember 2030) (§ 3d Abs. 1 KraftStG) und werden anschließend nach zulässiger Gesamtmasse mit 50 Prozent der für „andere Kraftfahrzeuge“ und LKW festgelegten Steuer belegt (§ 9 Abs. 2 KraftStG). Bei einem Tesla Model S, bei dem bereits das Leergewicht über 2000 kg beträgt, sind dann pro 200 kg der Gesamtmasse die Hälfte von 12,02 Euro fällig, im Endeffekt also ca. 75 Euro. Bei leichteren Elektroautos ist mit ca. 50 Euro zu rechnen.

## Anhängerbesteuerung
Für zulassungspflichtige Anhänger beträgt die Kraftfahrzeugsteuer 7,46 Euro je 200 kg verkehrsrechtlich zulässigem Gesamtgewicht. Der Höchstbetrag liegt bei 373 Euro Jahressteuer für einen Anhänger. Für eine Befreiung von dieser Regelung ist es zwingend erforderlich, dass der Anhänger ein „grünes Kennzeichen“ führt. Nur dann wird auf Antrag des Fahrzeughalters die Kfz-Steuer für einen Anhänger (kein Wohnanhänger) durch die Finanzverwaltung nicht erhoben. Der „steuerbefreite“ Anhänger darf in diesem Fall allerdings nur hinter Zugmaschinen (ausgenommen Pkw oder Motorräder) mitgeführt werden, für die ein Anhängerzuschlag in ausreichender Höhe festgesetzt wurde. Sollte das einmal nicht der Fall sein (unzulässige Verwendung), so haftet in jedem Fall der Halter des Anhängers für die Steuer.
Sonderanhänger zum Transport von Sportgeräten wie zum Beispiel Bootstrailer, Segelflugzeug- und Pferdetransporter können ein grünes Kennzeichen erhalten und sind in diesem Fall steuerfrei. Sie dürfen dann allerdings ausschließlich für den angegebenen Verwendungszweck eingesetzt werden, andernfalls liegt Steuerhinterziehung vor. Wenn man mit Sportanhängern auch andere Transportaufgaben wahrnehmen möchte, besteht allerdings auch die Möglichkeit, den Anhänger als einen steuerpflichtigen Lastenanhänger zuzulassen.

## Lastkraftwagen und „andere Kraftfahrzeuge“
Bei Lkw ist die Höhe der Kfz-Steuer abhängig vom zulässigen Gesamtgewicht. Je 200 kg kosten bei einem zulässigen Gesamtgewicht:
- bis 2000 kg: 11,25 Euro
- von 2000 bis 3000 kg: 12,02 Euro
- von 3000 bis 3500 kg: 12,78 Euro

Bei LKW über 3500 kg fließen in die Steuerberechnung noch die Schadstoff- und Geräuschklassen ein. Um die Jahressteuer zu ermitteln, beginnt die Berechnung stets mit 0 bis 200 kg:
- 0 bis 200 kg: 11,25 Euro
- über 200 bis 400 kg: 22,50 Euro
- in weiteren Schritten jeweils 11,25 Euro je angefangene weitere 200 kg bis Stufe
- über 1800 bis 2000 kg: 112,50 Euro
- über 2000 bis 2200 kg: (112,50 + 12,02) = 124,52 Euro

Ferner ist bei Berechnung der Kfz-Steuer (FA-intern: KraftSt) der ermittelte Jahresbetrag stets auf volle Euro abzurunden. Für die meisten im Gesetz „andere Kraftfahrzeuge“ genannten Automobile gelten gleichfalls die Steuern in oben genannter Höhe. Hierunter fallen viele der als „sonstige Kraftfahrzeuge“ (FA-intern: So.-KFZ) zugelassenen Fahrzeuge, wie zum Beispiel Büromobile und Pannenhilfsfahrzeuge.

## Steuerbefreiung und Steuervergünstigung
Für eine ganze Reihe von festgelegten Merkmalen hält das Gesetz Kraftfahrzeug-Steuervergünstigungen bereit.

### Steuerbefreiung
Keine Kfz-Steuer wird für Fahrzeuge erhoben, die im Polizei-, Zoll-, Feuerwehr- und Wegebaudienst oder zu Krankentransport oder Straßenreinigung eingesetzt werden. Omnibusse im Linienverkehr, Zugmaschinen und besondere Fahrzeuge in land- und forstwirtschaftlichen Betrieben sind ebenfalls unter bestimmten Voraussetzungen steuerfrei, außerdem Schaustellerfahrzeuge. Oberleitungsbusse sind seit dem 1. Mai 1955 generell befreit.
Auf die Nutzung von Fahrzeugen durch Personen, die ihren gewöhnlichen Wohnsitz in einem anderen EU-Staat haben, wird auf Basis von Richtlinie 83/182/EWG keine Kfz-Steuer erhoben (§ 3 Nr. 12 KraftStG).

### Steuervergünstigung
Fahrzeughalter, die wegen einer Schwerbehinderung beeinträchtigt sind, können eine Ermäßigung der Kraftfahrzeugsteuer beziehungsweise die Befreiung von der Kraftfahrzeugsteuer beantragen. Eine Ermäßigung um 50 Prozent wird gewährt, sofern der Schwerbehinderte gehbehindert ist und dies auch entsprechend mit dem Merkmal „G“ im Schwerbehindertenausweis gekennzeichnet ist. Liegen die Merkmale aG, H oder Bl vor oder der Aufdruck „kriegsbeschädigt“, so wird Befreiung von der Kraftfahrzeugsteuer gewährt. Schwerbehinderte können stattdessen auch teilweise (Merkmal G) oder völlig (Merkmal aG) freie Fahrt auf öffentlichen Verkehrsmitteln beantragen. Liegt die Schwerbeschädigung bei einem Familienmitglied vor, so empfiehlt es sich, das Fahrzeug auf das schwerbeschädigte Familienmitglied als Halter umzumelden, da die Steuerbegünstigung nur auf diesem Wege zustande kommt. In jedem Fall darf das begünstigte Fahrzeug dann nur noch für das Befördern des/der Schwerbeschädigten verwendet werden sowie für Besorgungen für den/die Betroffene.

#### Fahrzeuge mit Oldtimer-Kennzeichen
Für Fahrzeuge, die mit einem Oldtimer-Kennzeichen zugelassen sind, ist der Steuersatz pauschal festgelegt. Er beträgt zurzeit 46,02 Euro für Motorräder und 191,73 Euro für alle anderen Fahrzeuge (§ 9 Abs. 4 Nr. 2 KraftStG).

## Beginn, Dauer und Ende der Kfz-Steuerpflicht
Der bloße Besitz eines Kfz begründet noch keine Kfz-Steuerpflicht. Diese entsteht erst mit der Teilnahme oder Zulassung zum Straßenverkehr, das heißt mit Aushändigung der Zulassungsbescheinigungen und der gesiegelten amtlichen Kennzeichen. In welchem Umfang das damit entstandene Benutzungsrecht gebraucht wird, hat auf die Steuer keine Auswirkung.
Die Steuerpflicht dauert bis zur Abmeldung fort, mindestens jedoch einen Monat. Mit dieser Mindeststeuer will der Gesetzgeber dem erhöhten Verwaltungsaufwand für kurzfristige An- und Abmeldungen begegnen. Bei einer Fahrzeugumschreibung binnen Monatsfrist auf einen neuen Fahrzeughalter kommt es dagegen nicht zu einer doppelten Besteuerung, sondern zu einer tagesgenauen Abrechnung.
Das Ende der Steuerpflicht setzt die ordnungsgemäße Ab- oder Ummeldung des Kfz voraus. Für die Abmeldung sind Zulassungsbescheinigung Teil I und Kfz-Kennzeichen vorzulegen, für die Ummeldung die Veräußerungsanzeige.
Ist ein Fahrzeug unterschlagen oder gestohlen worden, ist dies der Zulassungsbehörde (eidesstattliche Versicherung) oder der Polizei anzuzeigen. Nach spätestens 18 Monaten erhält dann das Hauptzollamt von der Zulassungsbehörde eine Abmeldebescheinigung mit dem Abmeldedatum. Falls der Tag des tatsächlichen Verlustes vor dem Abmeldedatum liegt, das durch die Zulassungsbehörde mitgeteilt wurde, kann man beim Hauptzollamt einen Antrag auf Kfz-Steuerrückerstattung stellen, unter Vorlage einer Bescheinigung der Polizei.

## Steuerfestsetzung und Steuererhebung

### Steuerfestsetzung
Die Kfz-Steuer wird durch Steuerbescheid unbefristet festgesetzt. Sie wird neu festgesetzt bei einer Änderung des Steuersatzes oder wenn die Steuerpflicht durch Abmelden endet.

### Steuererhebung

#### Zahlungsabwicklung
Die Steuer ist jeweils für die Dauer eines Jahres im Voraus zu entrichten, gerechnet vom Tag der Anmeldung des Kfz bei der Zulassungsstelle. Wenn die Jahressteuer mehr als 500 Euro beträgt, darf sie auch halbjährlich im Voraus entrichtet werden, was jedoch ein Aufgeld von drei Prozent kostet; bei mehr als 1000 Euro darf sie auch vierteljährlich im Voraus entrichtet werden, dann mit sechs Prozent Aufgeld (§ 11 Abs. 1 und 2 KraftStG).
Halter mehrerer Kfz (keine Saisonkennzeichen) können beim für den Zulassungsort zuständigen Hauptzollamt formlos einen „einheitlichen Fälligkeitstermin“ für mindestens zwei ihrer Fahrzeuge beantragen. Für diese Fahrzeuge wird dann die Jahressteuer gemeinsam im Voraus zum beantragten Termin fällig (§ 11 Abs. 4 Nr. 1 Buchstabe a)  und Nr. 3 KraftStG).

#### Vollstreckung
Die Vollstreckung der Kraftfahrzeugsteuer erfolgt grundsätzlich wie die Vollstreckung jeder anderen Steuer. Verfahrensrechtlich bestehen nachfolgende Besonderheiten:

##### Erstversteuerung
Aus Vollstreckungspräventionsgründen ist die Zulassung eines Fahrzeugs nur möglich, wenn vom künftigen Halter in der Zulassungsbehörde ein SEPA-Lastschriftmandat für die Kraftfahrzeugsteuer (KraftSt) abgegeben wird. Es kann auch eine schriftliche Ermächtigung zum Einzug vom Konto eines Dritten vorgelegt werden (§ 13 KraftStG).

##### Rückständeverfahren
Bei dem Rückständeverfahren erhalten Kraftfahrzeugsteueraltschuldner erst nach Zahlung der Kraftfahrzeugsteueraltverbindlichkeit bei der nächstgelegenen Zolldienststelle und Vorlage einer Unbedenklichkeitsbescheinigung die Zulassung eines weiteren Kraftfahrzeuges (§ 13 Abs. 1a KraftStG).

##### Zwangsabmeldung
Gemäß Abschnitt 67 der Vollstreckungsanweisung kann die Abmeldung des Fahrzeuges nach § 14 des Kraftfahrzeugsteuergesetzes betrieben werden. Die Abmeldung soll in der Regel erst nach einem erfolglosen Vollstreckungsversuch erfolgen; abweichend hiervon kann das Abmeldungsverfahren bereits nach der ersten erfolglosen Mahnung eingeleitet werden, wenn der Vollstreckungsschuldner die Kraftfahrzeugsteuer wiederholt erst nach Beginn der Vollstreckung entrichtet hat oder feststeht, dass die Vollstreckung keinen Erfolg verspricht.

### Steuereinnahmen
Das Aufkommen der Kraftfahrzeugsteuer lag laut Zoll im Jahr 2019 bei 9,4 Milliarden Euro.

## Politik
Es kam schon öfter die Überlegung auf, nach CO2-Emission oder Kraftstoffverbrauch statt nach Hubraum zu besteuern. Außerdem wurde immer wieder darüber diskutiert, die Kfz-Steuer ganz abzuschaffen und dafür die Mineralölsteuer zu erhöhen. Dafür sprechen umweltpolitische und ökonomische Gesichtspunkte: Je höher der Anteil der Spritkosten eines Fahrzeuges im Verhältnis zu den Gesamtkosten ist, desto unwirtschaftlicher wird Vielfahren.

### Argumente für die Umlegung auf die Mineralölsteuer
- Die Besteuerung hängt direkt vom tatsächlichen Kraftstoffverbrauch und dem davon abhängigen CO2-Ausstoß ab. Damit entsteht ein Anreiz zu ökonomischer Fahrweise.
- Auch ausländische Besucher zahlen beim Tanken einen entsprechenden Steueranteil.
- Der Verwaltungsaufwand für das Eintreiben der Kfz-Steuer entfällt, es gibt keine Steuerausfälle.
- Umsatzzuwachs in der Automobilindustrie durch erhöhte Nachfrage nach sparsamen Zweitfahrzeugen wegen des Wegfalls von Fixkosten.

### Argumente gegen die Umlegung auf die Mineralölsteuer
- Es entfallen Lenkungsinstrumente für Behinderte, Katalysator, Rußfilter usw.
- Tanktourismus in grenznahen Bereichen würde bis zu einer EU-weit einheitlichen Besteuerung zunehmen.
- Deutschland lässt sich durchaus mit einer einzigen Tankfüllung durchqueren, die vorher im billigeren Nachbarland getankt wurde. Dies gilt insbesondere für viele Lkw, die zu diesem Zweck Extratanks besitzen, die auch für eine Durchquerung Europas reichen.
- Auch das nicht bewegte Fahrzeug kann Kosten verursachen (Kraftfahrtbundesamt, Parken auf der Straße etc.).

### Kraftfahrzeugsteuer nach Kohlenstoffdioxid-Emission
Infolge der Vorgaben der EU zur CO2-Emission von PKW einigten sich im Februar 2007 die Bundesminister für Finanzen und Verkehr auf eine solche Umstellung, die aufkommensneutral erhoben werden soll, aber die CO2-Emission progressiv bewerten will. In der Kabinettssitzung am 5. Dezember 2007 wurden die Eckpunkte zur Umstellung der Kfz-Steuer beschlossen, die ursprünglich ab dem 1. Januar 2009 erfolgen sollte.
- Umstellung aller ab dem 1. Januar 2009 erstmals in den Verkehr kommenden Personenkraftwagen im Sinne des geltenden Kraftfahrzeugsteuergesetzes auf eine CO2- und schadstoffbezogene Besteuerung mit folgenden Komponenten:
a. Einführung der nach den verkehrsrechtlichen Vorschriften für einen Fahrzeugtyp oder ein Einzelfahrzeug ermittelten CO2-Emissionen statt des Hubraums als steuerliche Bemessungsgrundlage;
b. Anwendung eines einheitlichen linearen CO2-Tarifs mit einem nicht besteuerten „CO2-Freibetrag“ von nicht höher als 100 g/km, der besonders verbrauchsarme Fahrzeuge begünstigt;
c. Umstellung des pauschalen Ausgleichs des Energiesteuervorteils (vormals Mineralölsteuer); für Personenkraftwagen mit Dieselmotor von Hubraum- auf CO2-Bezug;
d. Begünstigung besonders schadstoffarmer Personenkraftwagen, die vorzeitig allen Anforderungen künftiger Abgasnormen entsprechen, durch befristete Steuerbefreiung.
- Fortführung der bisher hubraum- und schadstoffbezogenen Besteuerung für den am 31. Dezember 2008 vorhandenen Fahrzeugbestand mit folgenden Komponenten:
a. Anhebung der Steuersätze für Personenkraftwagen der Euro-2-, Euro-3- sowie ggf. der Euro-4-Abgasnorm, angemessen in ihrer Höhe und im Verhältnis zur emissionsabhängigen Besteuerung der übrigen Fahrzeuge;
b. Beibehaltung der schon heute deutlich höheren Steuersätze für Altfahrzeuge der Euro-1-Abgasnorm und der Abgasstufe „Euro-0“.
- Erhebung der neuen CO2-bezogenen Kraftfahrzeugsteuer auch für verbrauchsarme Personenkraftwagen der Euro-4- und Euro-5-Abgasnorm, die vom 5. Dezember 2007 bis zum 31. Dezember 2008 erstmals in den Verkehr kommen, wenn diese Besteuerung im Ergebnis einer sogenannten Günstigerrechnung vergleichsweise niedriger ist.

Nach koalitionsinternen Streitigkeiten zwischen CDU und SPD einigte sich die deutsche Bundesregierung am 27. Januar 2009 auf die Umstellung der Kfz-Steuer auch auf den Kohlenstoffdioxidausstoß. Die CDU verzichtete auf Sonderentlastungen für große Geländewagen. Am 6. März 2009 stimmte nach dem Bundestag auch der Bundesrat der Reform zu.

### Reform der Kraftfahrzeugsteuer zum 1. Juli 2009
Am 26. Januar 2009 beschloss die Bundesregierung die Reform der Kraftfahrzeugsteuer. Die neue Steuer besteht aus zwei Komponenten: Hubraumsteuer (Sockelbetrag nach Hubraum) und Kohlenstoffdioxid-Steuer (Zusatzbetrag nach spezifischer Kohlenstoffdioxid-Emission). Die CO2-Emission wird während des NEFZ („neuen europäischen Fahrzyklus“) gemessen, der den städtischen und außerstädtischen Fahrbetrieb simuliert und der in Anlage 1 des Anhangs III der Richtlinie 91/441/EWG der Kommission der Europäischen Gemeinschaften beschrieben ist. Die Messergebnisse standen wiederholt in der Kritik, den Realverbrauch nicht realistisch abzubilden.
| Hubraumsteuer                                                           | Hubraumsteuer                  |
| ----------------------------------------------------------------------- | ------------------------------ |
| Benziner                                                                | 2,00 € pro angefangene 100 cm³ |
| Diesel                                                                  | 9,50 € pro angefangene 100 cm³ |
| Kohlenstoffdioxid-Steuer                                                |                                |
| bis 120 g CO2 pro km (ab Erstzulassung 2012: bis 110 g; 2014: bis 95 g) | frei                           |
| jedes weitere g CO2                                                     | 2,00 €                         |

Die neue Regelung trat am 1. Juli 2009 in Kraft. Sie gilt ausschließlich für Neufahrzeuge, die nach diesem Zeitpunkt zugelassen werden bzw. wurden. Seit 1. Januar 2014 beträgt der Freigrenzwert nur mehr 95 g CO2 (§ 9 Abs. 1 Nr. 2 Buchstabe b KraftStG).
Auch Erdgasfahrzeuge profitieren von der Regelung, da Erdgasfahrzeuge bis zu 25 Prozent weniger CO2 ausstoßen. Für einen erdgasbetriebenen VW Passat 1.4 TSI EcoFuel (1390 cm³, 110 kW), der nur 119 Gramm CO2 pro Kilometer ausstößt, beträgt die Kfz-Steuer 76 Euro. Das gleiche Auto 1.4 TSI (1390 cm³, 90 kW) als Benzinfahrzeug besitzt eine CO2-Emission von 157 g/km, was insgesamt eine Kfz-Steuer von 152 Euro bedeutet.

### Änderungen der Kraftfahrzeugsteuer zum 1. September 2018
Für ab dem 1. September 2018 erstmals zum Verkehr zugelassene Pkw soll der CO2-Wert in der Berechnungsformel zwingend nach der neuen Testmethode WLTP gemessen werden, dieser Prüfzyklus wird von der EU verbindlich vorgeschrieben. Die Messung nach WLTP löst damit die Messung nach NEFZ ab. Infolge der dann meist, aber nicht immer, steigenden CO2-Ergebnisse wird mit höheren Kfz-Steuereinnahmen für die Jahre 2018 bis 2022 gerechnet.

## Geschichte
Die Idee, eine Steuer auf Gefährte zu erheben, kam zuerst in Hessen auf. Schon 1899 wurde in Hessen-Darmstadt eine Steuer auf die 13 Jahre zuvor erfundenen Motorfahrzeuge erhoben – damals als Luxussteuer.
Die Kfz-Steuer – als Reichssteuer ab 1906 erhoben – ersetzte im Rahmen ihrer Reform zum 1. Januar 1928 die dahin von den Gemeinden erhebbare Straßenbenutzungsabgabe (ugs. „Pflastersteuer“) und sollte als zweckgebundene Steuer erhoben werden.
Ab 1. April 1928 waren zwei- und dreirädrige Kraftfahrzeuge bis 200 cm³ Hubraum und 350 kg Höchstgewicht (bei Dreirädern) steuer- und führerscheinfrei, denn sie galten als Kleinkrafträder. Dreiräder mit größeren Motoren, die das Gewichtslimit einhielten, galten als Krafträder und durften mit dem Motorradführerschein gefahren werden.
Am 10. April 1933 wurde die Kfz-Steuer aufgehoben, um eine Verbesserung der Konjunktur in der Automobilindustrie im Deutschen Reich zu erreichen. So sollte das Autofahren billiger werden und durch eine erhöhte Nachfrage auch die Arbeitslosigkeit eingedämmt werden. Dies hatte den Nebeneffekt, die nun so gestärkte Automobilindustrie einfacher auf Kriegs- und Rüstungsproduktion umstellen zu können (vgl. Kübelwagen). Am 23. März 1935 wurde die Kraftfahrzeugsteuer erneut beschlossen. Die Erhebung der Steuer wurde damit begründet, dass auch der ruhende Verkehr, also abgestellte Fahrzeuge, den öffentlichen Raum beansprucht.
Die Ertragshoheit der Kraftfahrzeugsteuer lag bis zum 30. Juni 2009 bei den Bundesländern, d. h. die Einnahmen flossen den Landeshaushalten zu, so wurde es 1949 im Grundgesetz verankert. Zum 1. Juli 2009 ging die Ertragshoheit auf den Bund über.
Bei der Reform 1985 wurden die Fahrzeuge zunächst in drei Schadstoffgruppen eingeteilt: je schlechter die Abgasqualität, desto höher die Steuer pro angefangene 100 Kubikzentimeter Hubraum. 1997 führte man sechs Schadstoffklassen ein. Daneben gab es Steuerbefreiungen für besonders schadstoffarme Fahrzeuge. Grundlage für die Anhebung der Kraftfahrzeugsteuer seit dem 1. Juli 1997 ist das schadstoffbezogene Kraftfahrzeugsteuergesetz 1997 vom 18. April 1997. Schadstoffarme Autos sollten im Unterhalt billiger als „Stinker“ werden, damit der Anreiz größer ist, emissionsarme Pkw zu kaufen, so die Überlegung der Regierung. Je nach Abgaswert eines Fahrzeugs sieht der Bundestag eine stufenweise Erhöhung der Steuersätze für die nachfolgenden acht Jahre vor. So waren Autos, die mindestens die Grenzwerte der Abgasnorm D 4 einhalten, bis längstens Ende 2005 bis zu einem gewissen Betrag steuerfrei. Dadurch sollte ein Anreiz geschaffen werden, alte Fahrzeuge durch neue, abgasärmere zu ersetzen, denn die Abgasnorm D 4 ist mit Beginn des Jahres 2005 europaweit verbindlich.
Zum 1. Januar 2021 betrug der Fahrzeugbestand insgesamt 66,9 Millionen Kraftfahrzeuge (Kfz) und Anhänger.